# Unitarisme
L'unitarisme és una de les famílies teològiques sorgides abans de la Reforma Protestant i que es va desenvolupar el mateix segle que aquesta. És considerat com una de les tendències de la Reforma Radical i es caracteritza per l'afirmació de la unitat de Déu, la naturalesa humana de Jesús de Natzaret i el rebuig del dogma de la Trinitat així com pel seu liberalisme en els àmbits teològic i social. No representa pas una doctrina única, sinó que ha tingut diferents manifestacions al llarg de la història. Es consideren teologies unitaristes el subordinacionisme, l'arrianisme, el servetisme i el socinianisme, entre d'altres.
De fet, dins la tradició cristiana hi ha diferents grups que tenen una teologia no trinitària, com els Testimonis de Jehovà o els Cristadelfians, que comparteixen el rebuig de la idea de la Trinitat, però no reben la denominació d'«unitaris» ni s'identifiquen amb els postulats ni les polítiques lliberals de les esglésies unitàries, per la qual cosa no és apropiat relacionar-los-hi.
Alguns personatges històrics famosos que defensaven creences unitàries van ser Isaac Newton, John Milton, Miquel Servet, Joseph Priestley, John Adams, Thomas Jefferson i Ralph Waldo Emerson, entre d'altres.

## Història

### La controvèrsia arriana
La paraula i el concepte de Trinitat no apareixen en el Nou Testament, sinó que van sorgir com a resultat d'un debat teològic desenvolupat durant els primers segles del cristianisme. Mentre alguns autors afirmaven la natura divina de Jesucrist, d'altres el veien com una creació del Pare. Els que identificaven completament Pare i Fill es deien sabel·lians, seguidors de Sabel·li, mentre que els que afirmaven que el Fill era una criatura creada per Déu Pare eren els arrians. Aquestes discussions van acabar amb les resolucions dels Concilis de Nicea (325) i Constantinoble (381), on es va afirmar la consubstancialitat de Pare i Fill, així com la de l'Esperit Sant, i es formulà la doctrina de la Trinitat com «un sol Déu en tres persones».
Tot i això, l'arrianisme va continuar com a doctrina dels pobles gots que van ocupar diferents regions de l'Imperi Romà d'Occident fins a mitjan segle vi i sovint es considera una forma de teologia unitària.

### Miquel Servet
Miquel Servet va ser un metge i teòleg heterodox aragonès, que va criticar la Trinitat en els seus llibres De Trinitatis Erroribus («Sobre els errors de la Trinitat», 1531), Dialogorum de Trinitate («Diàlegs sobre la Trinitat», 1532) i Christianismi Restitutio («Restitució del Cristianisme», 1553). Servet afirmava que aquesta doctrina no té cap base, ni bíblica ni racional, i que els cristians s'havien desviat de la veritable doctrina sobre Déu que havien preservat els jueus i els musulmans. Va ser per aquesta raó, així com pel seu rebuig del baptisme d'infants (i no pas per descobrir la circulació menor de la sang) que va ser perseguit per la Inquisició i finalment va ser jutjat i condemnat a morir a la foguera pels seguidors del reformador Joan Calví. La sentència es va executar el 27 d'octubre de 1553.

### Els Germans Polonesos
El pensament de Servet, tot i perseguit tant per catòlics com per protestants, va trobar alguns seguidors. L'estudiant lituà-polonès Piotr de Goniadz havia estat relacionat amb antitrinitaris italians que coneixien les idees de Servet i, tornant al seu país, va convèncer a una part de la nova església calvinista de Polònia de rebutjar la creença en la Trinitat. Els antitrinitaris polonesos es van separar del calvinisme i van constituir l'anomenada Església Reformada Menor, més coneguda com a Germans Polonesos, que va perdurar fins al 1640, quan va ser desfeta per la Contrareforma.
El pensament teològic dels Germans Polonesos va tenir la influència del reformador humanista i antitrinitari italià Faustus Socinus (Sozzini en italià) (1539-1604). Socí Para pensava que la religió parlava de qüestions que anaven «més enllà de la raó» (supra rationem), però mai havien de ser contràries a la raó (contra rationem). Amb el suport de Socinus i la protecció d'alguns nobles, els Germans Polonesos van crear un important centre d'estudis a la ciutat de Raków, a prop de Cracòvia. Les idees teològiques principals de Socinus van quedar recollides al Catecisme Racovià (1605), que va propagar les seves idees a Holanda, Alemanya i especialment Anglaterra.

### L'església Unitària de Transsilvània
A Transsilvània, un territori de cultura hongaresa que va gaudir d'una fràgil independència durant el segle xvi, el reformador Ferenc Dávid va deixar el seu càrrec de cap de l'Església calvinista per predicar la unitat de Déu. Sembla que Dávid estava fortament influït per les idees del metge italià Giorgio Blandrata, que coneixia les obres de Servet. Seguint les ensenyances de Dávid, el mateix príncep Joan Segismon de Zápolya es va convertir a l'unitarisme i la Dieta de Transsilvània va dictar el primer edicte de tolerància religiosa en la història moderna d'Europa a la ciutat de Torda (Turda) l'any 1568. La protecció per a les esglésies reformades transsilvanes es va mantenir, tot i amb dificultats, quan Transsilvània va perdre la seva independència i va quedar inclosa a l'Imperi Austríac. Va ser a Transsilvània que va aparèixer per primer cop la paraula unitària per referir-se a aquesta Església, en un edicte oficial de l'any 1600.

### L'Unitarisme als països de parla anglesa
A Anglaterra, la difusió del Catecisme Racovià i el pensament de John Locke van afavorir la propagació de les idees socinianes, que rebutjaven la divinitat de Jesús de Natzaret i proposaven un Déu comprensible per la raó humana. El lliurepensador John Biddle, entre d'altres, va ser un gran defensor d'aquesta doctrina. El 1774, el pastor anglicà Theophilus Lindsey va establir la primera església unitària anglesa a Londres.